# 大頭鋸魴鮄
大頭鋸魴鮄，為輻鰭魚綱鮋形目牛尾魚亞目角魚科的其中一種，分布於西大西洋區，從美國佛羅里達州至墨西哥灣海域，體長可達35公分，為底棲性魚類，生活在沙泥底質海域，屬肉食性。